# Making of America
Making of America (MoA) és un esforç col·laboratiu de la Universitat de Cornell i la Universitat de Michigan per digitalitzar i posar a disposició una col·lecció de fonts primàries relacionades amb el desenvolupament de la infraestructura dels EUA. La col·lecció Making of America de Cornell conté prop d'un milió de pàgines de més de 250 monografies i gairebé 1000 sèries. La Biblioteca de la Universitat de Michigan conté gairebé 13.000 volums que contenen gairebé quatre milions de pàgines de text electrònic.

## Història
La fase inicial del projecte Making of America va començar l'any 1995 amb el desenvolupament d'una col·laboració organitzada entre la Universitat de Michigan i la Universitat de Cornell. El finançament original del projecte va ser en forma de subvencions de la Fundació Andrew W. Mellon. Per a la fase inicial del projecte, es va seleccionar el període de pre-guerra a través de l'era de la reconstrucció, 1850-1877; els iniciadors del projecte van considerar que la literatura d'aquest període era adequada per a la fase inicial perquè era manejable en abast, d'alt interès per als usuaris potencials i els documents originals s'havien de reformatar a causa del ràpid deteriorament. Les dues institucions participants es van centrar cadascuna en diferents aspectes d'aquest període de la literatura a partir del que cadascuna ja tenia a les seves col·leccions. Les biblioteques de la Universitat de Michigan van treballar principalment en monografies, mentre que la Universitat de Cornell es va centrar en la literatura de revistes d'aquest període. Hi ha plans per continuar l'expansió del Projecte Making of America amb la participació d'altres biblioteques de recerca importants i la Federació de Biblioteques Digitals.

## Conversió i Implementació Digital
Els documents impresos originals inclosos en el projecte Making of America es van escanejar per crear les còpies digitals que s'inclouen a la col·lecció. El procés de conversió digital va ser completat per Northern Micrographic, Inc. a La Crosse, Wisconsin. La col·lecció digital Making of America es munta en línia mitjançant el sistema d'extensió de biblioteques digitals (DLXS) desenvolupat per la Universitat de Michigan.

## Ús de la Col·lecció
La col·lecció Making of America es pot cercar tant a través dels llocs web de la Biblioteca de la Universitat de Michigan com de la Biblioteca de la Universitat de Cornell. La interfície ofereix navegació i cerques de diversos tipus, com ara basic, booleana, bibliogràfica i de proximitat. El lloc de la Biblioteca de la Universitat de Cornell indica específicament que no calen permisos per utilitzar elements de la col·lecció del projecte Making of America, però recomana incloure una línia de crèdit. La Universitat de Michigan ofereix reimpressions dels materials inclosos i la Universitat de Cornell pot proporcionar fitxers millorats si es desitja.